# Money Changes Everything
«Money Changes Everything» es una canción interpretada por la cantante estadounidense  Cyndi Lauper, incluida en su álbum debut She's So Unusual (1983). La compañía discográfica Epic Records la publicó  el 22 de diciembre de 1984 como el quinto y último sencillo del álbum. Posteriormente figuró en los discos recopilatorios Twelve Deadly Cyns... and Then Some (1994), The Essential Cyndi Lauper (2003) y The Great Cyndi Lauper (2003). Originalmente fue compuesta por Tom Gray, líder de la banda de rock The Brains para su álbum homónimo, publicado en 1978. La letra detalla como el dinero puede interferir en muchas cosas y cambiarlo todo: en los amigos, familia, amor. 
El sencillo ha sido publicado en más de 27 variaciones en todo el mundo, siendo el más común de un single vinilo de dos pistas de 7" (con diferentes versiones) También hubo una versión del single del vinilo 12".  La versión de Lauper cuenta con la introducción por Rob Hyman de la banda The Hooters, tocando su "sirena" (una melódica Hohner) en solitario de la canción. La canción tuvo un gran éxito.

## Posicionamiento en listas
| Chart (1984)                          | Peak position |
| ------------------------------------- | ------------- |
| U.S. Billboard Hot 100                | 27            |
| U.S. Billboard Mainstream Rock Tracks | 37            |
| U.S.                                  | 16            |
| U.S. Cash Box Top 100 Singles         | 31            |
| Australian ARIA Singles Chart         | 19            |
| Canadian Singles Chart                | 30            |
| Chilean Singles Chart                 | 10            |
| Colombian Singles Chart               | 3             |
| German Singles Chart                  | 54            |
| New Zealand RIANZ Singles Chart       | 14            |